# 沈敏
沈敏（1958年4月—），女，江苏无锡人，中华人民共和国政治人物，曾任上海市归国华侨联合会党组书记、主席，中华全国归国华侨联合会副主席，第十三届全国政协委员。